# Gerrhosaurus flavigularis
Gerrhosaurus flavigularis là một loài thằn lằn trong họ Gerrhosauridae. Loài này được Wiegmann mô tả khoa học đầu tiên năm 1828.

## Hình ảnh

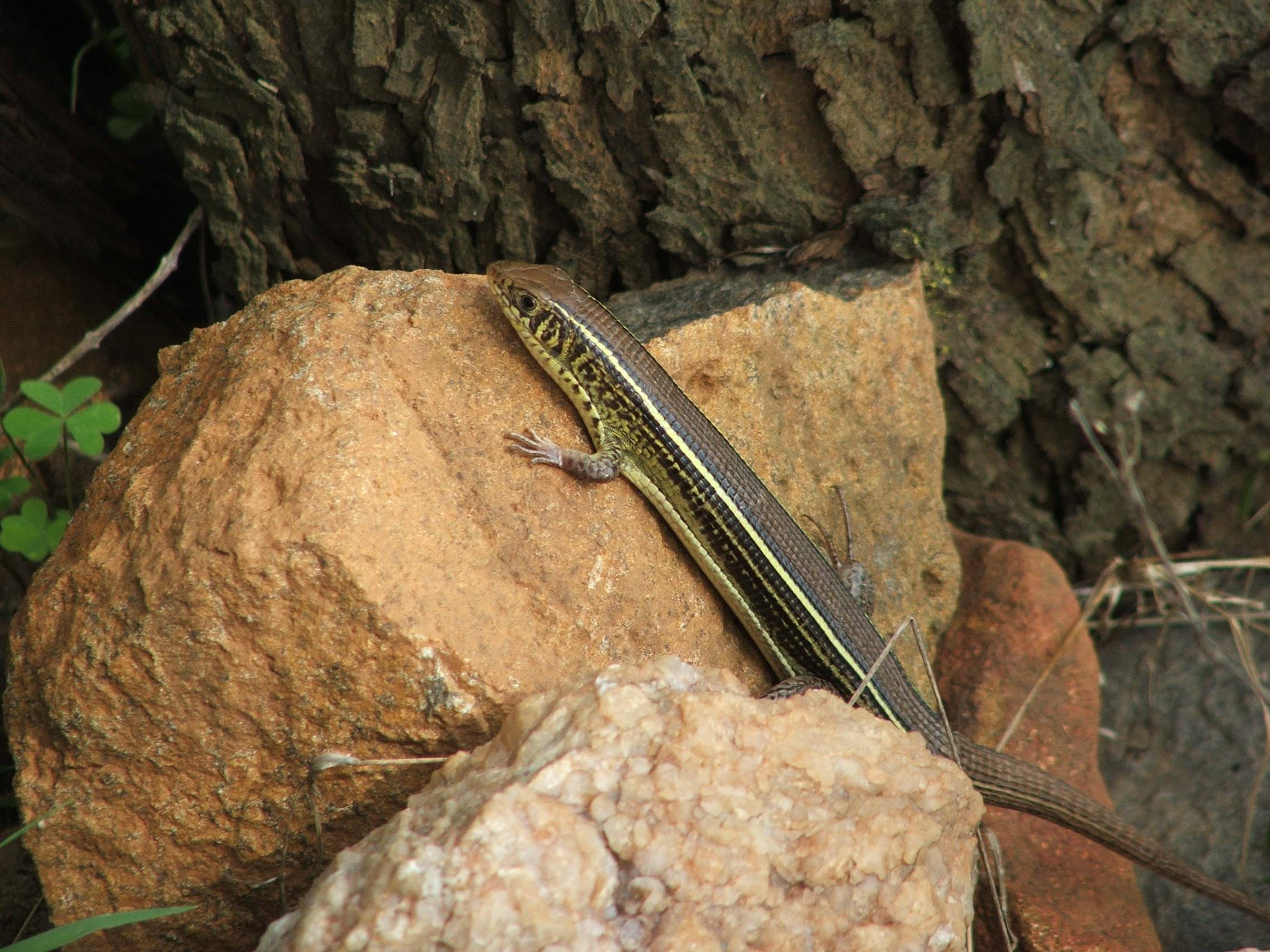
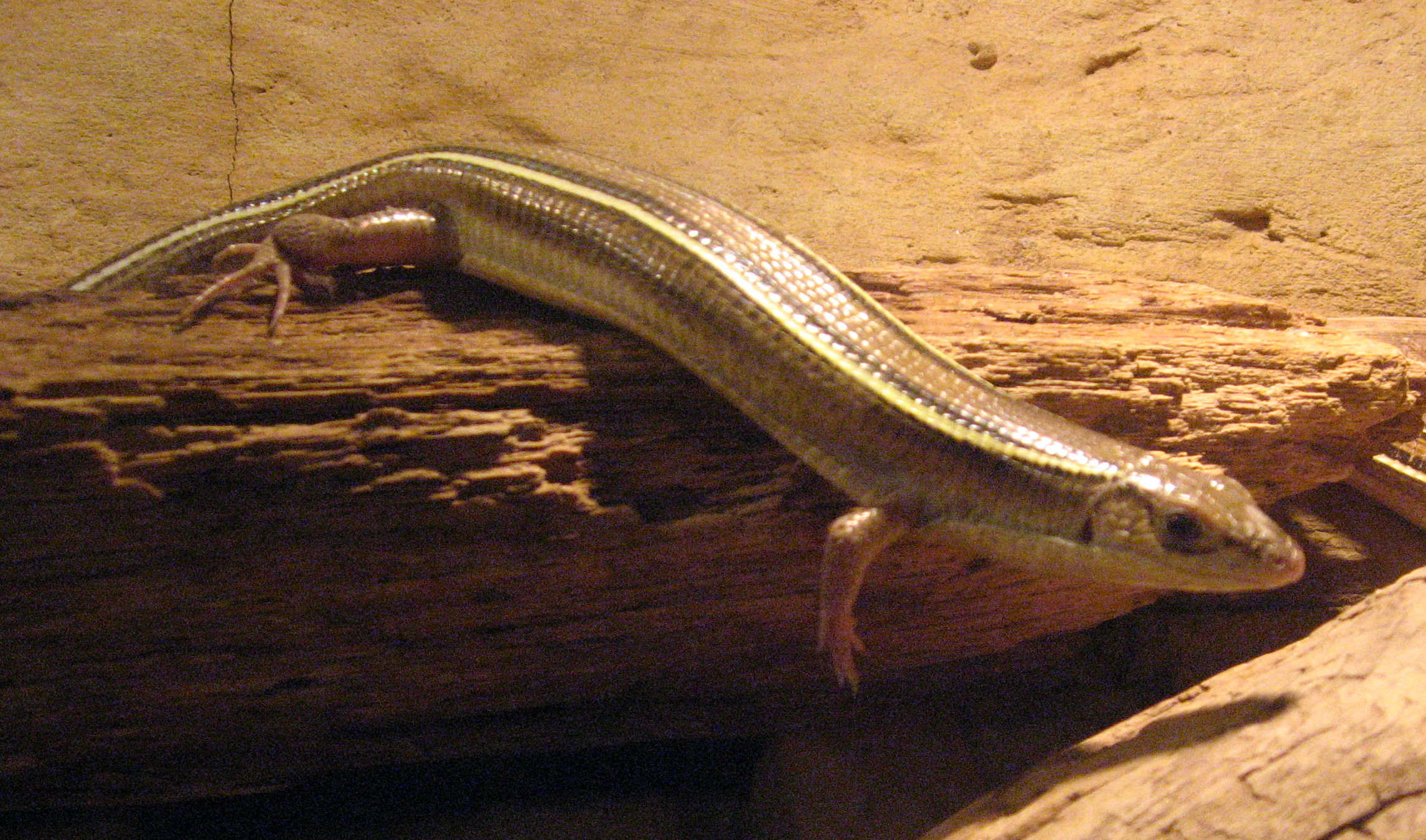
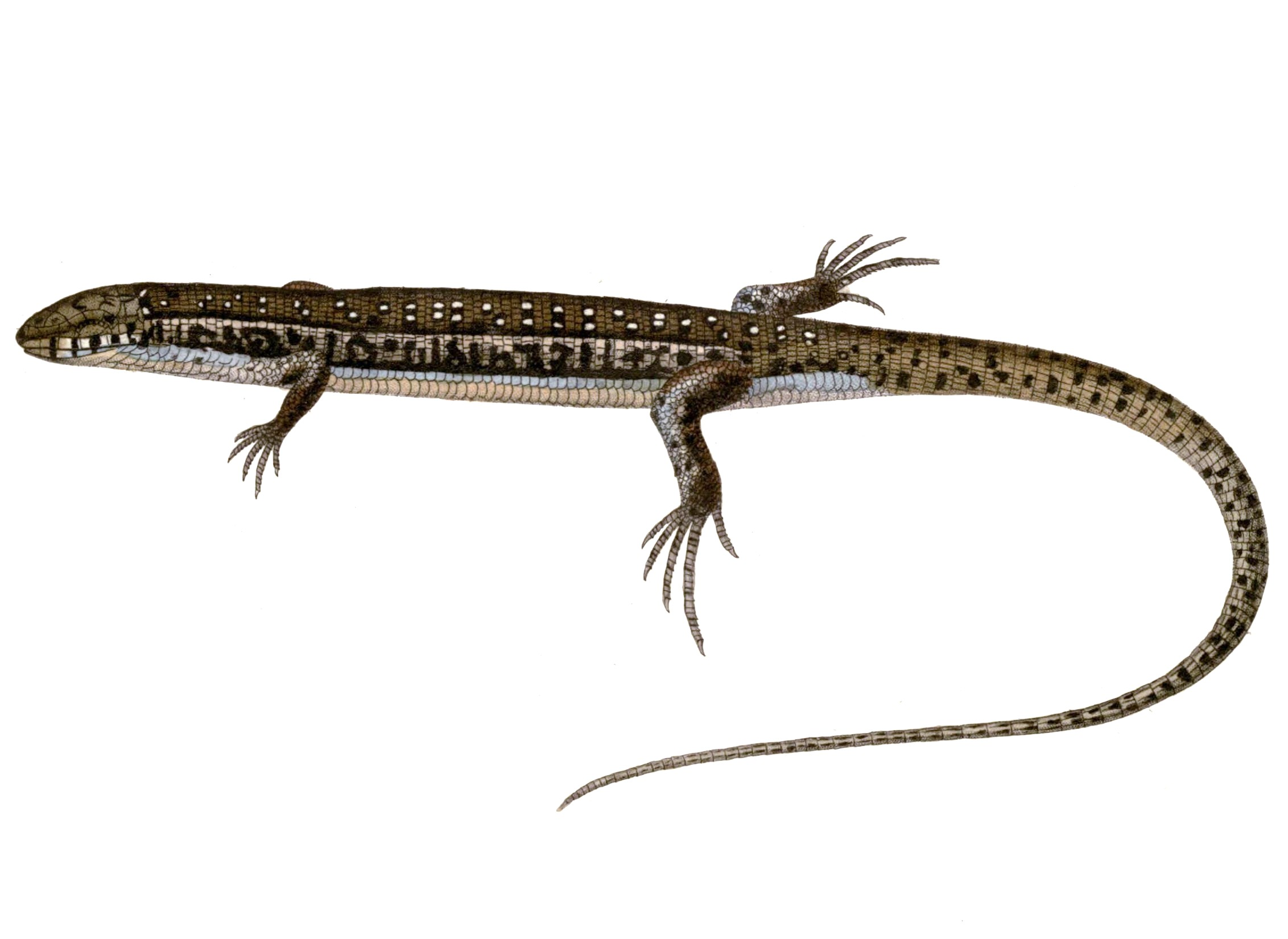